# Bosmont-sur-Serre
Bosmont-sur-Serre är en kommun i departementet Aisne i regionen Hauts-de-France i norra Frankrike. Kommunen ligger  i kantonen Marle som ligger i arrondissementet Laon. År 2022 hade Bosmont-sur-Serre 171 invånare.

## Befolkningsutveckling
Antalet invånare i kommunen Bosmont-sur-Serre
Referens: INSEE